# Park Narodowy Gan ha-Szelosza
Park Narodowy Gan ha-Szelosza (hebr. גן השלושה; arab. الساخنة, As-Sachina; pol. Park trzech) – park narodowy obejmujący wadi strumienia Amal pośrodku Doliny Bet Sze’an na północy Izraela.

## Położenie
Park jest położony na wysokości 108 metrów p.p.m. w intensywnie użytkowanej rolniczo Dolinie Bet Sze’an, u podnóża masywu górskiego Gilboa w Dolnej Galilei. Okoliczny teren jest płaski, opada jednak w kierunku wschodnim w depresję rzeki Jordan. Przez środek parku przepływa rzeka Amal, który tworzy uroczą wadi. Na południowy zachód od parku teren stromo wznosi się na zboczach góry Gefet (318 metrów n.p.m.), wchodzącej w skład masywu górskiego Gilboa. Park znajduje się bezpośrednio przy kibucu Nir Dawid.

## Park Narodowy
W zachodniej części parku wybijają źródła wody termalnej strumienia Amal. Głównym źródłem jest Szokek. Po stronie północno-wschodniej jest źródło Homa, obok jest Migdal, a po stronie północnej jest Amal, którego woda posiada wyższe zasolenie od pozostałych. Przez cały rok woda utrzymuje stałą temperaturę 28 °C. Strumień Amal rozszerza się na kilka naturalnych basenów kąpielowych, które są z sobą połączone trzema rzędami wodospadów. Brzegi są porośnięte 25 różnymi gatunkami roślinności - między innymi: trzcina pospolita, figowce, szarańczyn strąkowy, daktylowce i inne. Z ryb występują: tilapia, cyprinus i cefal pospolity. Przejście między brzegami stawów jest ułatwione poprzez wybudowane drewniane mostki.
Rzeka Amal przepływa przez sąsiedni kibuc, a następnie jej woda jest wykorzystywana do zasilania okolicznych stawów hodowlanych ryb i dla potrzeb rolnictwa.

### Nazwa
Nazwa parku Gan ha-Szelosza oznacza na język polski Park trzech i odnosi się do trzech żydowskich pionierów z kibucu Tel Amal (obecny Nir Dawid), którzy zginęli tragicznie w dniu 15 września 1938 roku od wybuchu miny lądowej. Byli to: Aron Etkinov, Chajm Sturmannow i Dawid Mozinsonov

### Turystyka
Czas zwiedzania wynosi około 1 godziny. Całość parku jest dostępna dla osób niepełnosprawnych. Są tutaj naturalne baseny kąpielowe, zacienione drzewami miejsca piknikowe oraz restauracja.
Odrestaurowany stary młyn wodny umożliwia poznanie starych technik rolniczych. W jego wnętrzu zgromadzono liczne narzędzia rolnicze. Ogród zoologiczny „Gan-Guroo” zajmuje powierzchnię 16 hektarów, na których prezentowana jest fauna i flora z Australii: torbacze, kangurowate i koala. Są tutaj organizowane różnorodne zajęcia dydaktyczne dla dzieci i warsztaty plenerowe. Jest tu także nowoczesny kompleks sportowy „Holtzer Sport Center” z basenem kąpielowym i wielofunkcyjną salą gimnastyczną.